# Panthera onca palustris
El yaguareté austral, yaguar austral o jaguar del sur (Panthera onca palustris), es una subespecie de la especie Panthera onca.

## Descripción

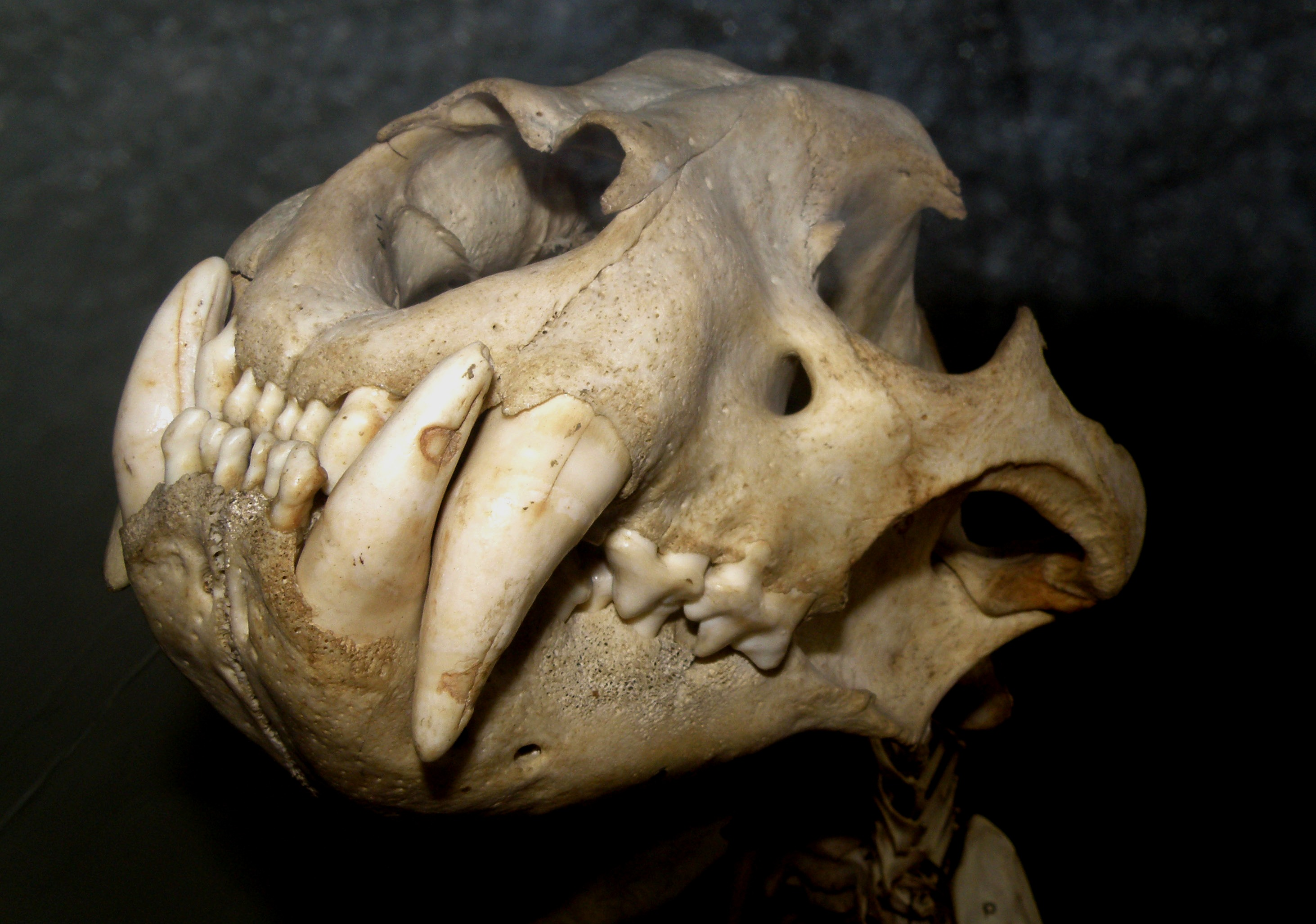
Cráneo de un ejemplar de yaguareté austral (Panthera onca palustris).

P. o. palustris es la subespecie de jaguar de mayor tamaño y los félidos más grandes de América del Sur en la actualidad, con machos y hembras pesando en promedio casi 100 y 78 kg respectivamente.

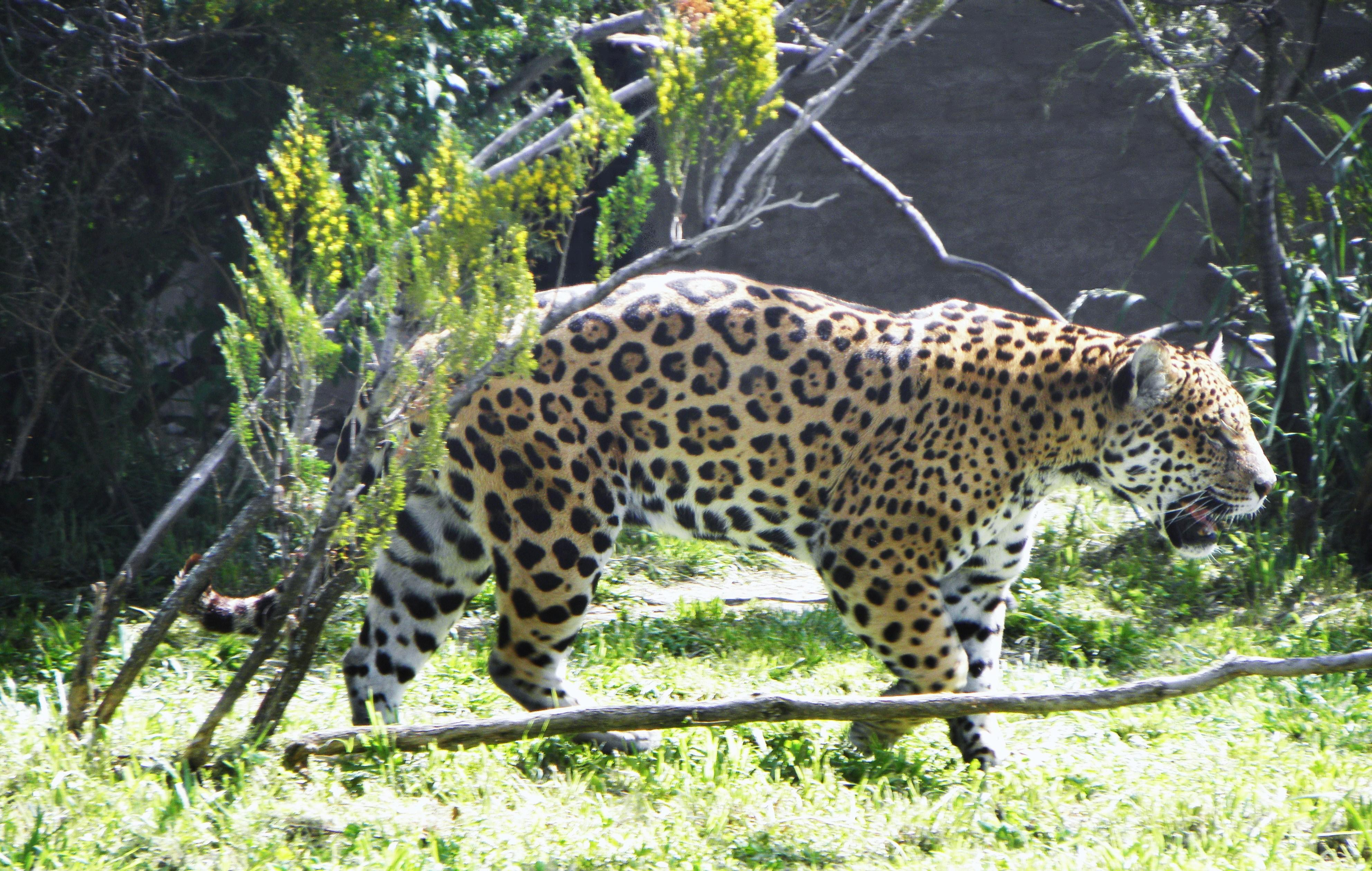
Ejemplar de yaguareté austral (Panthera onca palustris).

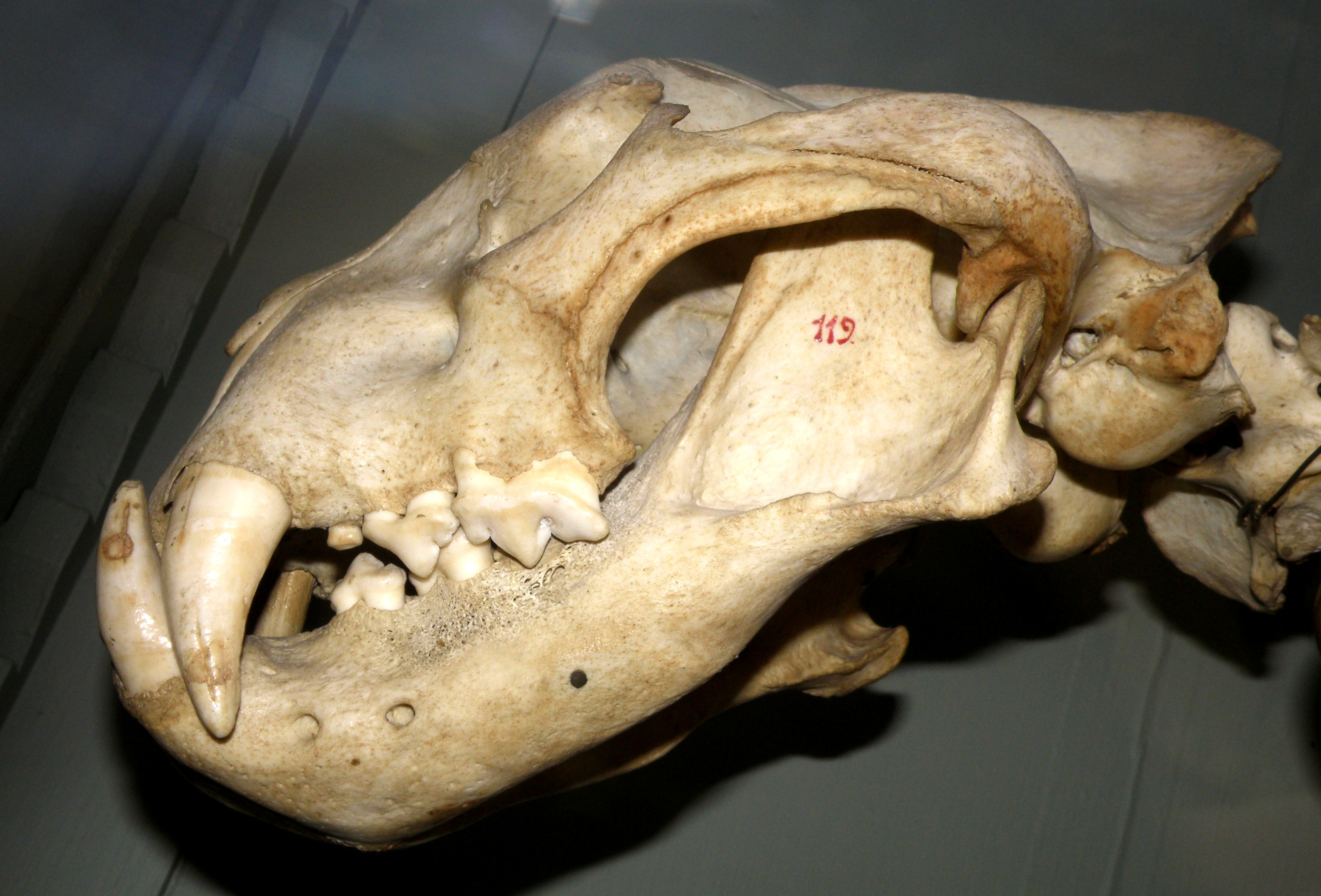
Cráneo de un ejemplar de yaguareté austral (Panthera onca palustris).

## Distribución geográfica
Se halla en Paraguay y el Pantanal de Brasil, Argentina y Bolivia.